# Заречное (Покровский район)
Заречное (укр. Зарічне) — село,
Катериновский сельский совет,
Покровский район,
Днепропетровская область,
Украина.
Код КОАТУУ — 1224286102. Население по переписи 2001 года составляло 191 человек .

## Географическое положение
Село Заречное находится в 2,5 км от левого берега реки Волчья,
на расстоянии в 0,5 км от села Дрозды.
Местность вокруг села сильно заболочена.

## История
- 1850 — дата основания.

## Известные люди
В селе родился Копичай, Иван Васильевич — Герой Украины.